# Austin Strong
Austin Strong (São Francisco, Califórnia, 18 de abril de 1881 – Nantucket, Massachusetts, 17 de setembro de 1952) foi um dramaturgo estadunidense.

## Biografia
O avô adotivo de Austin foi Robert Louis Stevenson (1850-1894), autor de The Strange Case of Dr. Jekyll and Mr. Hyde e Treasure Island, pois a avó de Strong, Fanny Vandegrift Osbourne, casou com Stevenson em 1880, após o divórcio. Fanny tinha dois filhos do casamento anterior, Lloyd e Isobel (Belle), a mãe de Austin Strong. Isobel (1858-1953) e o marido, Joseph Dwight Strong, Jr. (1853-1899) eram artistas americanos, mas Austin passou parte da infância em Samoa e Nova Zelândia. Austin foi adotado legalmente por Robert Louis Stevenson.
Austin e Lloyd, seu tio, escreveram juntos “Little Father of the Wilderness”, uma peça de um ato.
Strong se transformou em um dramaturgo de sucesso no início do século XX, e teve muitas de suas peças realizadas na Broadway. Algumas dessas peças foram: The Little Father of the Wilderness (1906), The Toymaker of Nuremberg (1907), The Pied Piper (1908), A Good Little Devil (1913), The Dragon’s Claw (1914), Bunny (1916), Three Wise Fools (1918), Seventh Heaven (1922), Drums of Oude (1927), e A Play Without a Name (1928).
Muitas das peças de Strong foram transformadas em filmes, algumas com mais de uma versão. Entre as mais conhecidas estão: A Good Little Devil (1914), The Fall of the Romanoffs (1917), Three Wise Fools (1923 and 1946), Seventh Heaven (1927 e 1937), e Along Came Love (1936). O filme Seventh Heaven de 1927, versão muda, teve grande sucesso, recebendo vários Oscars em 1929, incluindo Melhor Atriz, Roteiro Adaptado, Diretor, e foi indicado para Melhor Direção de Arte e Melhor Filme. Em 1995, Seventh Heaven (1927) foi escolhido para o “National Film Registry by the National Film Preservation Board”, para ser preservado. A versão de Seventh Heaven de 1937 foi recebida no Festival de Veneza, estrelando James “Jimmy” Stewart (1908-1997).
A peça de Austin Seventh Heaven (1922), foi encenada, na época, sob a direção e produção de John Golden, e o desempenho de Helen Meken e George Gaul, que lhe garantiram o sucesso. Estreou em 30 de outubro de 1922 em Nova Iorque, no Theatre Booth, obtendo 704 apresentações. Uma versão musical foi realizada na Broadway, em 1955, mas não teve o mesmo sucesso.
Strong construiu sua casa em Nantucket, Massachusetts, com sua esposa Mary, onde morreu, em 17 de setembro de 1952.

## Austin Strong em língua portuguesa
- Sétimo Céu (Seventh Heaven), volume 39 da Coleção Biblioteca das Moças, da Companhia Editora Nacional. Apesar de, na época, Sétimo Céu ter sido publicado sob o nome John Golden, na verdade Golden foi o diretor e produtor de Seventh Heaven, peça que foi escrita por Austin em 1922[6].